# イゴール・デ・カマルゴ
イゴール・アルベルト・リンキ・デ・ディヴェール・カマルゴ（Igor Albert Rinck de Diver Camargo, 1983年5月12日 - ）は、ブラジル・サンパウロ州出身の元ベルギー代表サッカー選手。現役時代のポジションはフォワード。

## 経歴
17歳からベルギーでサッカー選手として活躍。スタンダール・リエージュでも活躍し2013年までの契約を結んだが、2010年にボルシア・メンヒェングラートバッハに移籍
。2011年のブンデスリーガでの残留争いで、後半ロスタイムにチームを救うゴールを決めた。
2013年1月、TSG1899ホッフェンハイムへ期限付き移籍。
2013年7月、スタンダール・リエージュへ復帰、3年契約を結んだ。
2015年6月23日に2年契約でKRCヘンクへ移籍し、自身がプロデビューを果たしたクラブに復帰した。
2016年6月15日、キプロス・ファーストディビジョンのAPOELニコシアと2018年5月までの契約を結び、9番を背負うことが発表された。
2018年6月、KVメヘレンに移籍した。

## 代表歴
ブラジル生まれであるがベルギー国籍を取得し、ベルギー代表として2009年にスロベニア代表戦でデビュー。

## タイトル
- KRCヘンク

ジュピラー・プロ・リーグ(1): 2001-02
- スタンダール・リエージュ

ジュピラー・プロ・リーグ(2): 2007-08, 2008-09
ベルギー・スーパーカップ(2): 2008, 2009
- APOELニコシア

キプロス・ファーストディビジョン(2): 2016-17, 2017-18
- KVメヘレン

ベルギーカップ(1): 2018-19